# Конечнопорождённый идеал
Конечнопорождённым идеалом {\displaystyle I} ассоциативного кольца {\displaystyle R} называется такой идеал, который порождается конечным числом своих элементов.
В случае, когда {\displaystyle R} — кольцо с единицей, конечнопорождённость для одностороннего (например, правого) идеала {\displaystyle I} кольца {\displaystyle R} означает, что существует конечное множество элементов {\displaystyle i_{1},\ldots ,i_{n}\in I} таких, что любой элемент из {\displaystyle I} представим в виде суммы {\displaystyle i_{1}a_{1}+\ldots +i_{n}a_{n}}, где {\displaystyle a_{1},\ldots ,a_{n}\in R} — какие-то элементы кольца. Это определение полностью соответствует определению конечнопорождённого модуля над кольцом, если рассматривать правый идеал {\displaystyle I} как правый модуль над кольцом {\displaystyle R}. Соответственно, двусторонний идеал будет конечнопорождённым, если существует конечное множество элементов {\displaystyle i_{1},\ldots ,i_{n}\in I} таких, что любой элемент из {\displaystyle I} представим в виде суммы {\displaystyle a_{1}i_{1}b_{1}+\ldots +a_{n}i_{n}b_{n}}, где {\displaystyle a_{1},\ldots ,a_{n},b_{1},\ldots ,b_{n}\in R}  — какие-то элементы кольца {\displaystyle R}.
В общем случае, когда кольцо {\displaystyle R} не обязательно содержит единицу, правый идеал  является конечнопорождённым, если существует конечное множество элементов {\displaystyle i_{1},\ldots ,i_{n}\in I} таких, что любой элемент из {\displaystyle I} представим в виде суммы {\displaystyle i_{1}a_{1}+\ldots +i_{n}a_{n}+m_{1}i_{1}+\ldots +m_{n}i_{n}}, где {\displaystyle a_{1},\ldots ,a_{n}\in R} — какие-то элементы кольца,  {\displaystyle m_{1},\ldots ,m_{n}\in \mathbb {Z} }. Двусторонний идеал называется конечнопорождённым, если существует конечное множество элементов {\displaystyle i_{1},\ldots ,i_{n}\in I} таких, что любой элемент из {\displaystyle I} представим в виде суммы {\displaystyle a_{1}i_{1}b_{1}+\ldots +a_{n}i_{n}b_{n}+c_{1}i_{1}+\ldots +c_{n}i_{n}+i_{1}d_{1}+\ldots +i_{n}d_{n}+m_{1}i_{1}+\ldots +m_{n}i_{n}}, где {\displaystyle a_{1},\ldots ,a_{n},b_{1},\ldots ,b_{n},c_{1},\ldots ,c_{n},d_{1},\ldots ,d_{n}\in R} — какие-то элементы кольца {\displaystyle R},  {\displaystyle m_{1},\ldots ,m_{n}\in \mathbb {Z} }.